# Les Cíclades. Escapada d'amigues
Les Cíclades: Escapada d'amigues (títol original en anglès, Les Cyclades) és una pel·lícula de comèdia escrita i dirigida per Marc Fitoussi, estrenada el 2022. Es tracta d'una coproducció entre França, Bèlgica i Grècia. S'ha doblat i subtitulada al català.